# Torresitrachia crawfordi
Torresitrachia crawfordi är en snäckart som beskrevs av Alan Solem 1979. Torresitrachia crawfordi ingår i släktet Torresitrachia och familjen Camaenidae. IUCN kategoriserar arten globalt som livskraftig. Inga underarter finns listade i Catalogue of Life.